# Tofsmyrtörnskata
Tofsmyrtörnskata (Mackenziaena severa) är en fågel i familjen myrfåglar inom ordningen tättingar.

## Utbredning och systematik
Fågeln förekommer från sydöstra Brasilien till östra Paraguay och nordostligaste Argentina (Misiones). Den behandlas som monotypisk, det vill säga att den inte delas in i några underarter.

## Status
IUCN kategoriserar arten som livskraftig.

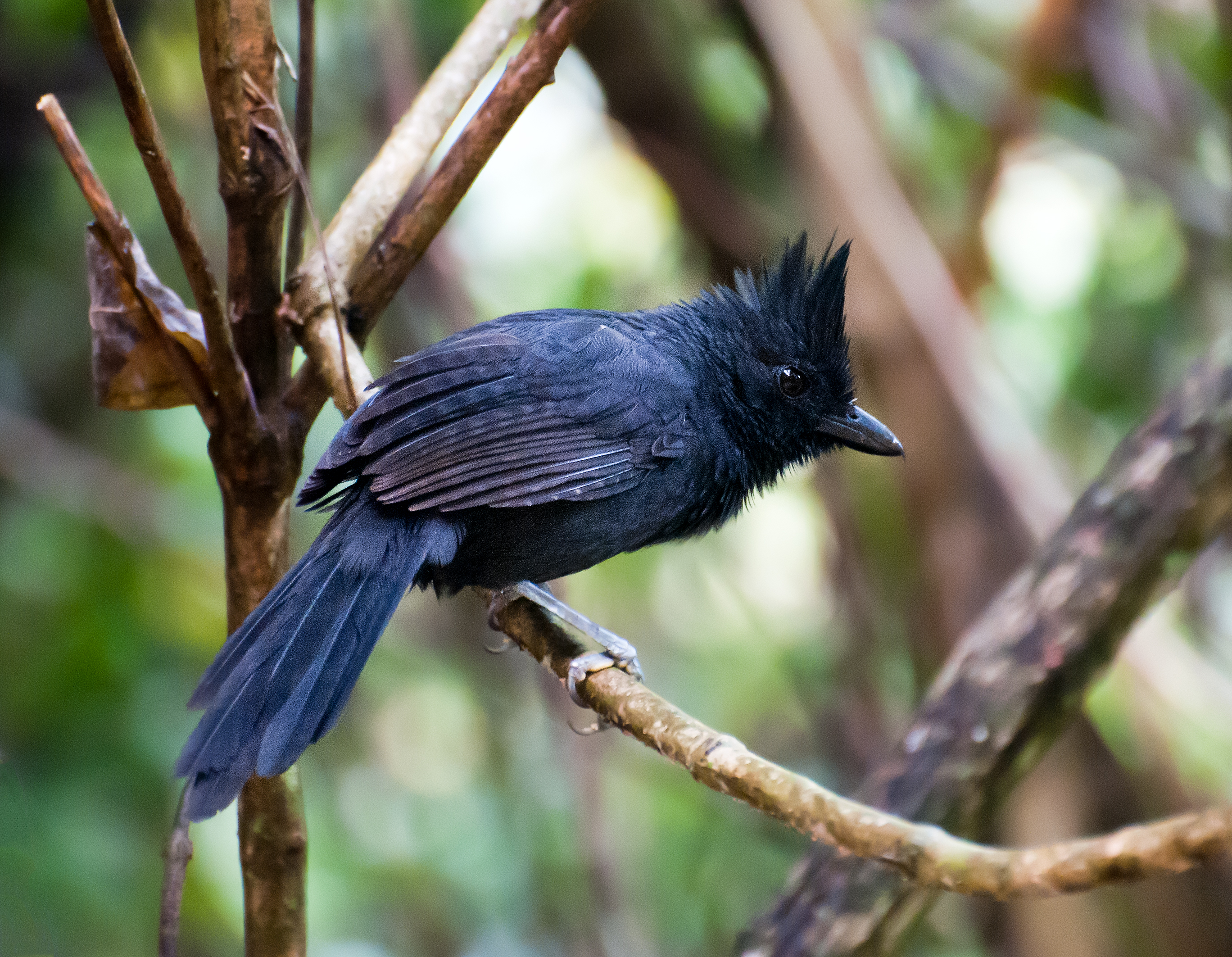